# Magirus-Deutz Jupiter 6x6
Magirus-Deutz Jupiter 6x6 – niemiecki sześciokołowy wojskowy samochód ciężarowy o ładowności 7 t produkowany przez spółkę KHD. W latach 1960–1967 wyprodukowanych zostało około 7800 egzemplarzy tego modelu, od 1964 roku oznaczanego jako Magirus-Deutz 178D15A.
Pojazd stanowił rozwinięcie produkowanej w latach 1956-1960 ciężarówki Magirus-Deutz A6500 z napędem 4×4.
Samochody posłużyły za platformę dla wieloprowadnicowych wyrzutni rakietowych LARS (Leichtes Artillerieraketensystem).
W połowie lat 80. XX wieku część pojazdów sprzedana została armii duńskiej, która z kolei w latach 90. przekazała je w ramach pomocy krajom bałtyckim.